# Sous la poussée
 (mai 2020).
Sous la poussée (titre original : Drive) est une nouvelle de science-fiction de l'écrivain américain James S. A. Corey, publiée le 27 novembre 2012 dans l'anthologie Edge of Infinity, sous la direction de Jonathan Strahan (en).

## Résumé
Cent cinquante ans avant la destruction du Canterbury dans L'Éveil du Léviathan, Solomon Epstein, un ingénieur martien, met au point un nouveau moteur permettant d'atteindre 5 % de la vitesse de la lumière. Il meurt au cours du premier essai, victime de l'accélération générée par la poussée de son invention.
Quelque temps après sa mort, sa femme trouve les plans de ce qui va devenir le « moteur Epstein » sur l'ordinateur de son mari. Cette révolution technologique va permettre à l'humanité de coloniser l'ensemble du système solaire.

## Adaptation à l'écran
L'histoire de Solomon Epstein est développée dans Changement, sixième épisode de la deuxième saison de la série The Expanse.